# Victoria Yeates
Victoria Yeates, née le 19 avril 1983 à Bournemouth en Angleterre, est une actrice britannique.
Elle est surtout connue pour son rôle de sœur Winifred dans la série dramatique Call the Midwife. Elle est également apparue dans le film Les Animaux fantastiques : Les Crimes de Grindelwald en 2018.

## Biographie
Victoria Natalie Yeates naît et grandit à Bournemouth, dans le Dorset. Enfant, elle pratique la danse classique. En 2006, elle obtient son diplôme en art dramatique à la Royal Academy of Dramatic Art (RADA) et commence sa carrière sur scène, remportant les éloges de la critique pour ses rôles dans Les Amants terribles de Noël Coward, dans Rookery Nook (en) et dans The Beard de Michael McClure. En 2017, elle interprète Elizabeth Proctor dans la pièce Les Sorcières de Salem d'Arthur Miller.
En 2014, elle rejoint le casting de la série télévisée de la BBC Call the Midwife dans le rôle de sœur Winifred, une sage-femme qui déménage à Poplar, un quartier de Londres, à la fin des années 1950, pour travailler à Nonnatus House.
Elle s'est fiancée au musicien Paul Housden en 2016 en Afrique du Sud, lors du tournage de l'épisode spécial de Noël de Call the Midwife. Ils résident à Londres et se sont mariés en juin 2018.